# Bradypodion
Bradypodion és un gènere de sauròpsids (rèptils) escatosos de la família Chamaeleonidae, que inclou una sèrie d'espècies de camaleons autòctons del sud-est d'Àfrica.

## Taxonomia
El gènere Bradypodion inclou 17 espècies:
- Bradypodion atromontanum
- Bradypodion caeruleogula
- Bradypodion caffer
- Bradypodion damaranum
- Bradypodion dracomontanum
- Bradypodion gutturale
- Bradypodion kentanicum
- Bradypodion melanocephalum
- Bradypodion nemorale
- Bradypodion ngomeense
- Bradypodion occidentale
- Bradypodion pumilum
- Bradypodion setaroi
- Bradypodion taeniabronchum
- Bradypodion thamnobates
- Bradypodion transvaalense
- Bradypodion ventrale